# Leston Paul
Leston Paul (11 marzo 1990) è un calciatore trinidadiano, centrocampista svincolato.

## Carriera

### Club
Ha giocato nei campionati trinidadiano, statunitense e salvadoregno.

### Nazionale
Ha partecipato ai Mondiali Under-20 del 2009.
Ha esordito in nazionale nel 2014.